# Ети
Е́ти (эст. Jeti) — деревня в волости Тырва уезда Валгамаа, Эстония.

## География и описание
Расположена в 11 км к югу от волостного центра — города Тырва — и в 15 км к северо-западу от уездного центра — города Валга. Высота над уровнем моря — 78 м. На территории деревни расположено третье в Эстонии по глубине озеро Удсу.
Климат умеренный. Официальный язык — эстонский. Почтовый индекс — 68513.

## Население
По данным переписи населения 2021 года, в Ети насчитывалось 98 жителей, из них 93 (94,9 %) — эстонцы.
По данным переписи населения 2011 года, в деревне проживали 122 человека, из них 119 (97,5 %) — эстонцы.
Численность населения деревни Ети:
| Год  | 2000 | 2011  | 2017  | 2018  | 2019  | 2020  | 2021 |
| ---- | ---- | ----- | ----- | ----- | ----- | ----- | ---- |
| Чел. | 175  | ↘ 122 | ↘ 107 | ↘ 103 | ↗ 112 | ↗ 113 | ↘ 98 |

## История
Ети была скотоводческой мызой рыцарской мызы Коркюль (нем. Korküll, Кооркюла, эст. Koorküla mõis). В письменных источниках 1909 года она упоминается как Jetti, на немецком языке также Jettenhof. В 1920-х годах существовал хутор Ети (Етти — Jeti, Jetti).
В 1920—1930-х годах населённый пункт знали под именем Кооркюла (отлично от посёлка Кооркюла, в настоящее время — деревни). Название Ети деревня получила в 1945 году.
В 1977 году, в период кампании по укрупнению деревень, к Ети присоединили деревни Асумыйза (Asumõisa) и Пикре (Pikre).

## Происхождение топонима
Деревня получила своё название от скотоводческой мызы Ети. Возможно, оно произошло от женского имени старой госпожи мызы — Генриетте (Jette ‹ Henriette).

## Известные личности
В деревне Ети, в бывшем школьном здании Кооркюла, родился и работал всю жизнь учителем Карл Руут (Karl Ruut, 1862—1929).
В окрестностях водяной мельницы деревни Ети прошло детство и молодые годы эстонского писателя, литературного критика и учёного Энделя Нирка (Endel Nirk, 1925—2018).

## Достопримечательности
На территории деревни Ети находится охраняемая государством жертвенная священная дубрава — ясеневая роща Линдси.